# Nathan Rosen
Nathan Rosen (Brooklyn, 22 de março de 1909 — Haifa, 18 de dezembro de 1995) foi um físico estadunidense naturalizado israelense.
É conhecido por seus estudos sobre a estrutura da molécula de hidrogênio e seu trabalho com Albert Einstein e Boris Podolsky resultando no paradoxo EPR (Einstein-Podolsky-Rosen).